# Yalda, la nuit du pardon
Pour plus de détails, voir Fiche technique et Distribution.
Yalda, la nuit du pardon est un thriller dramatique iranien, français, allemand, suisse et luxembourgeois réalisé par Massoud Bakhshi et sorti en 2019.

## Synopsis
L'histoire du film parle de Maryam Komijani, une jeune femme qui a été condamnée à mort pour le meurtre de son mari. Dans la nuit de Yalda, elle a été amenée au studio d'une émission de télé-réalité en direct pour se faire pardonner par la seule enfant de la victime, Mona Zia, mais l'ensemble des événements sur le plateau et dans les coulisses de cette émission met les deux jeunes femmes dans un sérieux défi pour prendre une décision.
Le rationalisme extrême et le jeu des acteurs donnent une teinte particulièrement réaliste et profondément touchant[non neutre] ne laissant personne indifférent[source insuffisante].

## Fiche technique
- Titre original : Yalda, la nuit du pardon
- Réalisation : Massoud Bakhshi
- Scénario : Massoud Bakhshi
- Photographie : Julian Atanassov
- Montage : Jacques Comets
- Décors : Leila Naghdi Pari, Mehdi Sangi et Mahmoud Bakshi
- Costumes : Rana Amini
- Production : Jacques Bidou, Marianne Dumoulin
  - Coproduction : Nicole Gerhards, Joëlle Bertossa, Flavia Zanon, Bady Minck, Alexander Drumreicher-Ivanceanu, Georges Schoucair, Fred Prémel et Ali Mosaffa
- Sociétés de production : JBA Productions, Niko Films, Close Up Films, Amour Fou Luxembourg, Shortcut Films, Tita B Productions et Ali Mosaffa Productions
  - Sociétés de coproduction : Zweites Deutsches Fernsehen, Radio Télévision Suisse, Panache Productions, La Compagnie Cinématographique, SRG SSR et Voo-BE TV
- Sociétés de distribution : Pyramide Distribution
- Pays d'origine :  Iran,  France,  Allemagne,  Suisse et  Luxembourg
- Langue originale : persan
- Format : couleur
- Genre : thriller, drame
- Durée : 89 minutes
- Dates de sortie :
  - Iran : 1er février 2019
  - Allemagne : 23 février 2020 (Berlinale) ; 27 août 2020 (en salles)
  - Luxembourg : 14 mars 2020
  - France : 7 octobre 2020

## Distribution
- Sadaf Asgari : Maryam
- Behnaz Jafari : Mona
- Babak Karimi : Ayat
- Fereshteh Sadre Orafaiy : la mère
- Forough Ghajebeglou : Keshavarz
- Arman Darvish : Omid
- Fereshteh Hosseini : Anar
- Zakieh Behbahani : la directrice de la chaîne télé

## Distinctions

### Prix
- Festival du film de Sundance 2020 : Grand Prix
- Festival international du film de Sofia 2020 : Meilleur scénario
- Barcelona-Sant Jordi International Film Festival 2021 : Meilleur scénario
- Antalya Golden Orange Film Festival 2020 : Meilleur scénario

### Sélection
- Berlinale 2020 : en compétition officielle